# Dracontium asperispathum
Dracontium asperispathum är en kallaväxtart som beskrevs av Guang Hua Zhu och Thomas Bernard Croat. Dracontium asperispathum ingår i släktet Dracontium och familjen kallaväxter. Inga underarter finns listade.